# Exit : E
EXIT : E es el primer EP y el segundo trabajo musical del grupo surcoreano WINNER. Fue lanzado el 1 de febrero de 2016, 18 meses después de su álbum debut 2014 S/S. Los miembros tuvieron una gran contribución en la composición y producción de EXIT : E, tal como en su primer álbum. Este se convirtió en el último que grabaron con Nam Taehyun, quien dejaría el grupo el 25 de noviembre de 2016.

## Antecedentes
| "Cuando estábamos preparando nuestro primer álbum en 2014, hubo muchos momentos en los que no estuvimos de acuerdo, dado que cada uno deseaba una dirección musical diferente. En este próximo álbum respetamos las preferencias de cada uno y trabajamos separados, en silencio, y cada vez que había resultados satisfactorios, hablábamos entre nosotros sobre ellos. Por eso este proceso funcionó sin problemas, raramente chocamos" - Mino |

El álbum fue producido por los miembros, en su mayoría, al igual que en su álbum 2014 S/S, aunque con limitada contribución del líder, Seungyoon. Taehyun fue el compositor principal de los sencillos principales, "Baby Baby" y "Sentimental", Uk Jin Kang también fue una presencia frecuente en el álbum, quien anteriormente trabajó con el vocalista de Big Bang, Daesung en su segundo álbum japonés. Rovin, letrista y productor, y frecuente colaborador de Sistar, ayudó a Taehyun con su solo, "I'm Young".
Durante el hiato de 18 meses, los miembros se tomaron el tiempo de estudiar para aprender más sobre producción y composición, para así tener todavía más variedad en su música. Llegando directamente del programa de supervivencia de rap "Show Me The Money", Mino expresó estar aliviado de dejar atrás la 'intensa' atmósfera... "[el hiphop] es un tipo de música que da miedo, y no es como si exista una regla que diga que tienes que hacer todo con fortaleza, pero 'Show Me The Money' es un programa de audición donde hacen que todos los raperos compitan entre ellos, así que es inevitable que se cree una ambiente de presión mental." Luego de explicar que el hiphop es de alguna manera una escena restrictiva, reveló que los miembros estaban más cómodos trabajando juntos en EXIT : E que en el álbum anterior, donde tuvieron desacuerdos debido a los diferentes estilos de música que maneja cada uno. Mientras tanto, Taehyun escuchó a B. B. King, blues rock y rock moderno, en favor de expandir sus conocimientos musicales, e incorporó esos estilos en las canciones con las que contribuyó al álbum. También aprendió a tocar la guitarra durante el hiato.

## Composición
El álbum incluye cinco canciones, incluyendo las principales "Baby Baby" y "Sentimental", el dueto de Mino y Taehyun, y la canción en solitario de Taehyun, "I'm Young". "Baby Baby" fue descrita como una canción influenciada de blues, y "Sentimental" como una pista menor de pop rítmico.

## Covers
En lugar de lanzar adelantos del vídeo musical, se fueron liberando covers de las canciones principales, como una manera de generar expectativa por el regreso de Winner. 8 cortas versiones diferentes fueron lanzadas como parte de este proyecto, las cuales fueron interpretadas por G-Dragon, Taeyang, DEAN, Epik High, Katie Kim, Akdong Musician, Zion.T,, y Lee Hi.

## Lista de canciones
| N.º | Título                 | Letras                                    | Música                      | Arrangement              | Duración |  |
| 1.  | «Baby Baby»            | Nam Taehyun, Song Minho, Lee Seunghoon    | Nam Taehyun                 | Nam Taehyun, Uk Jin Kang | 4:06     |  |
| 2.  | «Sentimental» (센치해) | Nam Taehyun, Song Minho, Lee Seunghoon    | Nam Taehyun, Uk Jin Kang    | Nam Taehyun, Uk Jin Kang | 3:28     |  |
| 3.  | «Immature» (철없어)    | Kang Seungyoon, Song Minho, Lee Seunghoon | Kang Seungyoon, Uk Jin Kang | Uk Jin Kang              | 3:12     |  |
| 4.  | «I'm Young» (좋더라)   | Nam Taehyun                               | Nam Taehyun, Rovin          | Rovin                    | 3:33     |  |
| 5.  | «Pricked» (사랑가시)   | Song Minho                                | Song Minho, Uk Jin Kang     | Uk Jin Kang              | 3:51     |  |

## Rendimiento comercial
Desde su lanzamiento, EXIT : E, fue un éxito inmediato con "Baby Baby" y "Sentimental" encabezando ocho listas musicales, MelOn, Genie, Mnet, Naver Music, Bugs, Soribada, OllehMusic, y Monkey3Music. El álbum también fue bien recibido en varias partes de Asia, alcanzando el número 1 en las listas de iTunes de 11 países. Debutó en el número 2 del Billboard's World Albums Chart, y en el número 3 del Heatseekers Album chart.

## Listas musicales
| Lista                             | Posición |
| --------------------------------- | -------- |
| Gaon Weekly Album Chart           | 1        |
| Oricon Weekly Album Chart         | 63       |
| Billboard Heatseekers Album Chart | 3        |
| Billboard's World Album Chart     | 2        |

## Ventas
| País  | Ventas  |
| ----- | ------- |
| Japón | 4321    |
| Corea | 87 553+ |